# Grand Codroy River
Der Grand Codroy River ist ein 21 km langer Zufluss des Sankt-Lorenz-Golfs im äußersten Südwesten von Neufundland. Einschließlich des Ästuars und des Quellflusses North Branch beträgt die Gesamtlänge 87 km.

## Flusslauf
Der Grand Codroy River entsteht am Zusammenfluss seiner beiden Quellflüsse, North Branch und South Branch. Er fließt 16 km in südwestlicher Richtung, bevor er sich nach Westen wendet. Dabei folgt der weiter südlich verlaufende Trans-Canada Highway dem Flusslauf. Oberhalb der Mündung befindet sich ein Feuchtgebiet am Grand Codroy River. Hier befindet sich am Südufer die Grand Codroy Provincial Park Reserve. Auf den letzten acht Kilometern weitet sich der Fluss und bildet ein Ästuar. Auf Höhe von Upper Ferry überquert die Route 406 den Fluss bzw. das Ästuar. Auf der Nehrung zwischen Ästuar und Meer erstreckt sich der Codroy Valley Provincial Park. Der Grand Codroy River entwässert ein Areal von etwa 810 km². Das Einzugsgebiet des Ästuars beträgt ungefähr 970 km². Der mittlere Abfluss am Pegel 11 km oberhalb der Mündung beträgt 7,85 m³/s.

## Flussfauna
Der Lachsbestand im Flusssystem des Grand Codroy River gilt als „nicht bedroht“. Im Fluss kommen vermutlich noch folgende Fischarten vor: Bachsaibling, Arktischer Stint, Amerikanischer Aal, Dreistachliger,  Neunstachliger und Schwarzgefleckter Stichling, Wandersaibling sowie Fundulus diaphanus (Banded killifish) und Fundulus heteroclitus (Mummichog). Weitere typische Wasserbewohner sind Kanadischer Biber, Bisamratte, Nordamerikanischer Fischotter und Amerikanischer Nerz (Mink).